# Vertumne et Pomone (Van Dyck)
Vertumne et Pomone est une peinture à l'huile sur toile réalisée vers 1625 par Antoine van Dyck. Conservée au Palazzo Bianco de Gênes, elle représente la scène mythologique de la rencontre entre Vertumne, dieu des Saisons, déguisé en vieille mendiante, et la nymphe Pomone, déesse des jardins et des fruits.

## Histoire
Le tableau est entré dans les collections civiques de Gênes en 1959, grâce à un legs du marquis Ambrogio Doria. Sa présence dans la famille Doria est documentée dès la seconde moitié du XVIIIe siècle, comme en témoigne un manuscrit des archives historiques de la municipalité de Gênes, qui mentionne une œuvre d'« Antonio Vandich » intitulée « Favola di Pomona » appartenant à Giorgio Doria.
On pense que le tableau faisait auparavant partie de la collection de Gaspar de Haro y Guzmán, marquis de Carpio, comme le suggère une œuvre mentionnée dans les inventaires de sa collection dressés à Madrid en 1689. L'identification est appuyée par la description détaillée du tableau présent même s'il est de plus grande taille qu'indiquée. On suppose que les mesures indiquées dans l'inventaire incluaient également l'encadrement, et que la largeur de la toile a été réduite au fil du temps.

## Description et style

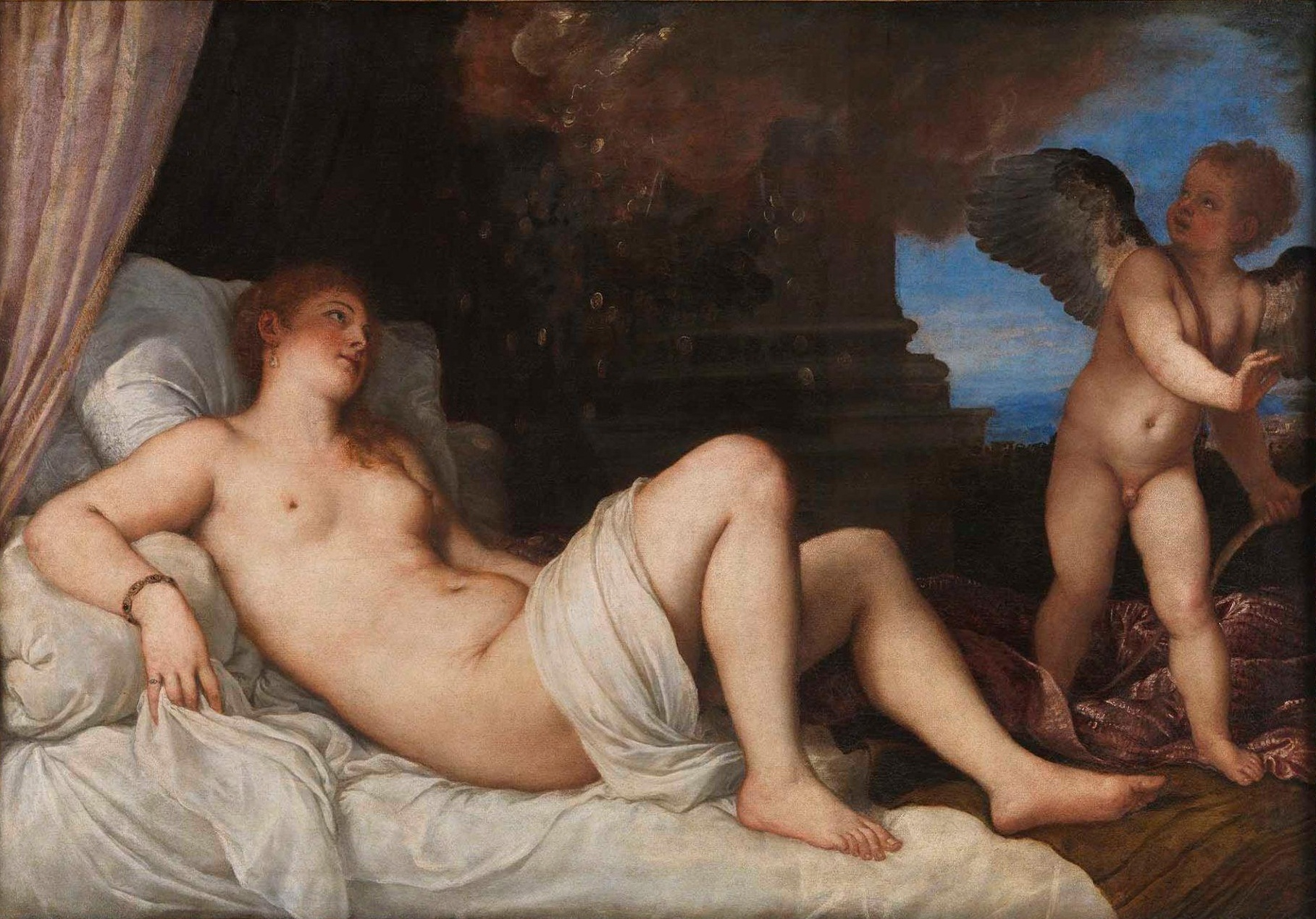
Titien, Danaé, vers 1545, huile sur toile,, Musée de Capodimonte de Naples.

La toile représente l'épisode, tiré des Métamorphoses d'Ovide (XIV, 610-697), dans lequel Vertumne parvient à séduire Pomone, qui se consacre uniquement à l'entretien de son jardin et réticente à accepter un quelconque prétendant. Le dieu des saisons, avec sa capacité à se transformer, prend la forme d'une vieille femme qui, par des paroles douces, la persuade de son amour pour elle. Le tableau est caractérisé par une influence évidente de la peinture vénitienne, reconnaissable à la fois dans l'utilisation de couleurs vives et contrastées et dans la composition qui rappelle certaines œuvres de Titien, en particulier les différentes versions de Danaé, que Van Dyck a pu voir aussi bien dans la collection Farnèse que dans la collection de Gio Carlo Doria à Gênes. Les critiques sont divisés quant à l'attribution de la nature morte dans le coin inférieur à Jan Roos, qui a collaboré avec Van Dyck lors de son séjour à Gênes.